# (940) Kordula
(940) Kordula (désignation internationale 940 Kordula), est un astéroïde évoluant dans la ceinture principale, découvert le 10 octobre 1920 par l'astronome allemand Karl Wilhelm Reinmuth depuis l'observatoire du Königstuhl.